# Espanha nos Jogos Olímpicos de Verão de 1968
A Espanha competiu nos Jogos Olímpicos de Verão de 1968, realizados em Cidade do México, México.